# Mansfield Lovell
Mansfield Lovell (20 oktober 1822 – 1 juni 1884) was een Amerikaanse beroepsmilitair, zakenman, ingenieur en landmeter. Na een loopbaan in het United States Army en een loopbaan buiten het leger nam hij tijdens de Amerikaanse Burgeroorlog dienst in het Confederate States Army.  Hij klom op tot de rang van generaal-majoor, maar werd na de verlies van New Orleans sterk bekritiseerd door de publieke opinie en de Zuidelijke regering. Een onderzoekscommissie zuiverde hem van alle blaam, maar zijn reputatie lag in duigen.

## Vroege jaren
Lovell werd geboren op 20 oktober 1822 in Washington D.C.. Hij was de zoon van Joseph Lovell, de achtste Surgeon General van het United States Army. Zijn overgrootvader was James Lovell die een prominent lid was van de Whigs in Boston en een lid van het Continental Congress tussen 1777 en 1782. 

## U.S. Army
Lovell werd toegelaten tot het United States Military Academy in West Point en studeerde af in 1842. Hij werd benoemd tot tweede luitenant bij de artillerie. Hij nam deel aan de Mexicaans-Amerikaanse Oorlog en raakte gewond tijdens de Slag om Chapultepec. Voor zijn moed en inzet werd hij bevorderd tot gebrevetteerd kapitein. Hij diende na de oorlog in verschillende forten en garnizoensposten en nam in 1854 ontslag uit het leger. Hij sloot zijn aan bij de expeditie die John A. Quitman organiseerde om Cuba te “bevrijden” van het Spaanse juk, maar deze expeditie werd net voor de start geannuleerd. Lovell vestigde zich in New York waar hij zakenman werd.

## Amerikaanse Burgeroorlog
Toen de Amerikaanse Burgeroorlog uitbrak, vertrok Lovell uit New York om zich aan te melden bij het Zuidelijke leger. Hij werd op 7 oktober 1861 benoemd tot generaal-majoor. Hij werd naar het Department of the West gestuurd om generaal-majoor David Twiggs te vervangen die wegens gezondheidsproblemen zijn ontslag had ingediend. Terwijl Lovell zijn nieuwe functie opnam en zich vestigde in zijn hoofdkwartier in New Orleans, maakten de Noordelijken plannen op om de stad in te nemen. Lovell en het Confederate States Department of the Navy in Richmond waren het erover eens dat de dreiging voornamelijk van het binnenland zou komen en concentreerden hun inspanningen met de bouw van forten daarop. Ze waren ervan overtuigd dat de forten Jackson en St. Philip aan monding van de Mississippi voldoende bescherming boden om de rivier en New Orleans te beschermen. Ze waren zo zeker van hun stuk dat verschillende eenheden naar andere departementen gestuurd werden. Toen vissers het nieuws brachten dat een Noordelijke invasievloot in februari 1862 voor de kust van Louisiana was verschenen, bleef Lovell vastbesloten dat de forten het zouden uithouden. De Noordelijke vlagofficier David Farragut slaagde erin om met een deel van zijn vloot langs de forten van Jackson en St. Philip te varen terwijl de rest van zijn vloot de forten zelf bombardeerde. Vier dagen later lag de Noordelijke vloot voor anker bij New Orleans. Ondertussen had Lovell het bevel tot evacuatie gegeven zodat het resterende garnizoen niet zou gevangen genomen worden en elders kon ingezet worden. Op 1 mei 1862 viel New Orleans in Noordelijke handen.

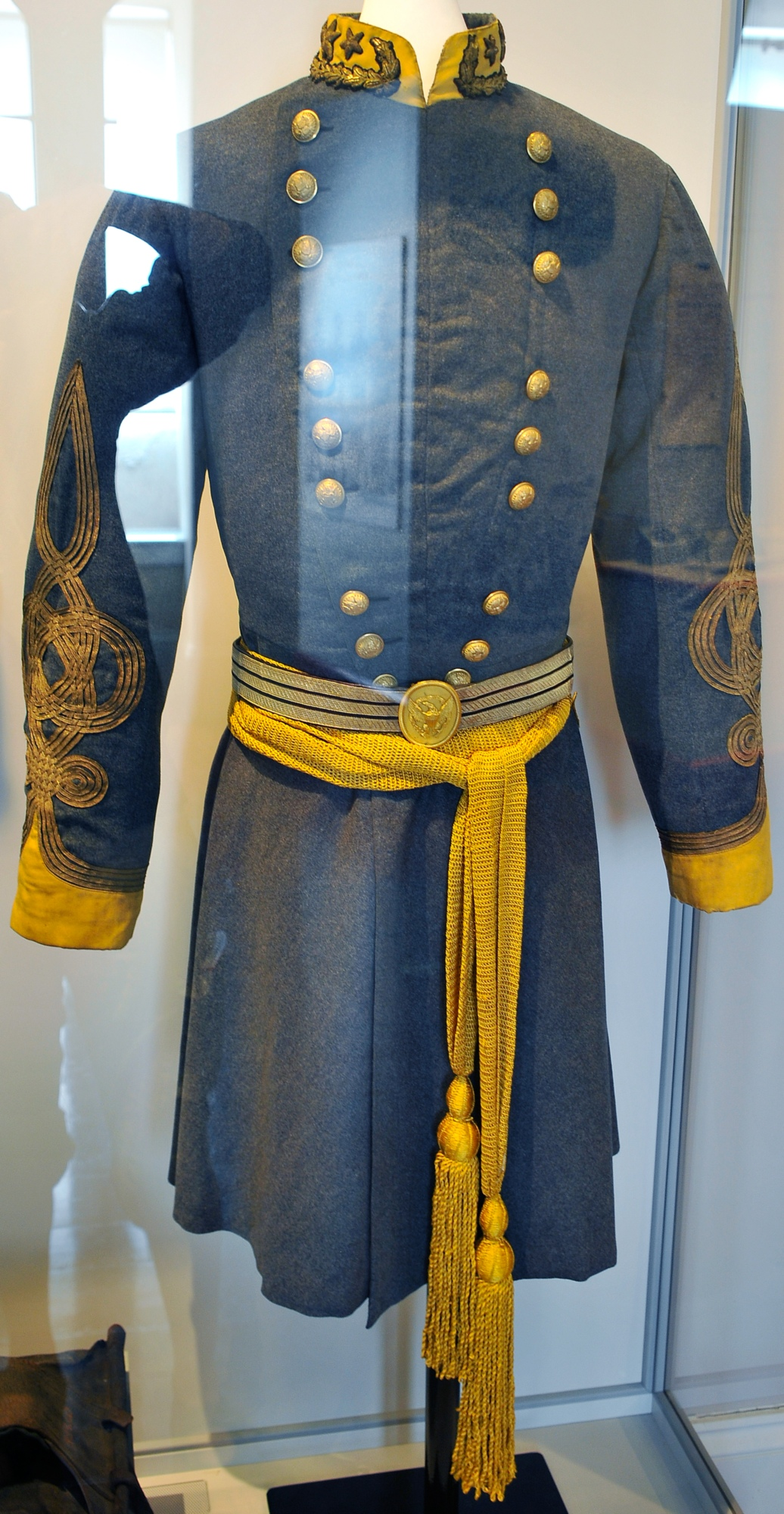
Het uniform van Mansfield Lovell die bewaard wordt in het Louisiana State Museum

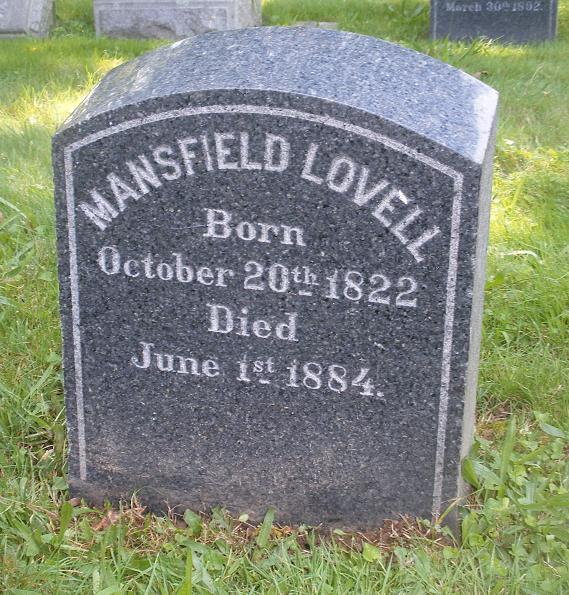
Lovells grafsteen op het Woodlawn Cemetery in de The Bronx

Lovell werd zwaar bekritiseerd voor het verlies van New Orleans. Maar enkele maanden later voerde hij het bevel over een infanteriedivisie in het Army of West Tennessee onder leiding van generaal-majoor Earl Van Dorn. Hij speelde een belangrijke rol tijdens Tweede Slag bij Corinth. Na de nederlaag bij Corinth groeide de kritiek op Lovell nog meer. Hij werd ontgeven van zijn commando. Hij hield zijn onschuld staande en verzocht om voor een onderzoekscommissie te mogen verschijnen. In april 1863 werd hij door deze commissie van alle blaam gezuiverd, maar hij zou voor de rest van de oorlog geen opdrachten of orders meer krijgen. De loopbaan en reputatie van Lovell werden ondergeschikt geacht door de politici in Richmond. Lovell werd gebruikt als bliksemafleider voor de verkeerde beslissingen van de politieke elite.

## Latere jaren
Na de oorlog vestigde Lovell zich in Savannah, Georgia en kocht een rijstplantage. Een overstroming verwoestte zijn oogst waardoor Lovell genoodzaakt was om terug te keren naar zijn familie in New York. Hij vond er werk als ingenieur en landmeter. Lovell werkte onder andere mee aan het project van de voormalige Noordelijke generaal-majoor John Newton om de East River vrij te maken voor verkeer. Hij overleed op 1 juni 1884 in New York. Lovell werd begraven op de Woodlawn Cemetery in de  The Bronx, New York.